# Sitticus
Sitticus  (лат.) — род аранеоморфных пауков из подсемейства Amycinae в семействе пауков-скакунов (Salticidae). Распространены в Евразии, Африке, Северной и Южной Америке и на Галапагосских островах.

## Виды
- Sitticus albolineatus (Kulczyński, 1895) — Россия, Китай, Корея
- Sitticus ammophilus (Thorell, 1875) — Россия, Центральная Азия, Канада
- Sitticus ansobicus Andreeva, 1976 — Центральная Азия
- Sitticus atricapillus (Simon, 1882) — Европа
- Sitticus avocator (O. P-Cambridge, 1885) — Россия, от Центральной Азии до Японии
- Sitticus barsakelmes Logunov & Rakov, 1998 — Казахстан
- Sitticus burjaticus Danilov & Logunov, 1994 — Россия
- Sitticus canus (Galiano, 1977) — Перу
- Sitticus caricis (Westring, 1861) — Палеарктика
- Sitticus cellulanus Galiano, 1989 — Аргентина
- Sitticus clavator Schenkel, 1936 — Китай
- Sitticus concolor (Banks, 1895) — США
- Sitticus cutleri Prószyński, 1980 — Голарктика
- Sitticus damini (Chyzer, 1891) — Южная Европа, Россия
- Sitticus designatus (Peckham & Peckham, 1903) — Южная Африка
- Sitticus diductus (O. P.-Cambridge, 1885) — Каракорум, Китай
- Sitticus distinguendus (Simon, 1868) — Палеарктика
- Sitticus dorsatus (Banks, 1895) — США
- Sitticus dubatolovi Logunov & Rakov, 1998 — Казахстан
- Sitticus dudkoi Logunov, 1998 — Россия
- Sitticus dyali Roewer, 1951 — Пакистан
- Sitticus dzieduszyckii (С. L. Koch, 1870) — Европа, Россия
- Sitticus eskovi Logunov & Wesolowska, 1995 — Россия, Сахалин, Курилы
- Sitticus exiguus (Bösenberg, 1903) — Германия
- Sitticus fasciger (Simon, 1880) — Россия, Китай, Корея, Япония, США
- Sitticus finschi (L. Koch, 1879) — США, Канада, Россия
- Sitticus flabellatus Galiano, 1989 — Аргентина, Венгрия
- Sitticus floricola (C. L. Koch, 1837) — Палеарктика
  - Sitticus floricola palustris (Peckham & Peckham, 1883) — Северная Америка
- Sitticus goricus Ovtsharenko, 1978 — Россия
- Sitticus inexpectus Logunov & Kronestedt, 1997 — от Центральной Азии до Европы
- Sitticus inopinabilis Logunov, 1992 — Россия, Центральная Азия
- Sitticus juniperi Gertsch & Riechert, 1976 — США
- Sitticus karakumensis Logunov, 1992 — Туркменистан
- Sitticus kazakhstanicus Logunov, 1992 — Казахстан
- Sitticus leucoproctus (Mello-Leitão, 1944) — Бразилия, Уругвай, Аргентина
- Sitticus longipes (Canestrini, 1873) — Европа
- Sitticus magnus Chamberlin & Ivie, 1944 — США
- Sitticus manni (Doleschall, 1852) — Хорватия
- Sitticus mazorcanus Chamberlin, 1920 — Перу
- Sitticus mirandus Logunov, 1993 — Россия, Центральная Азия
- Sitticus monstrabilis Logunov, 1992 — Центральная Азия
- Sitticus morosus (Banks, 1895) — США
- Sitticus nenilini Logunov & Wesolowska, 1993 — Казахстан, Кыргызстан
- Sitticus nitidus Hu, 2001 — China
- Sitticus niveosignatus (Simon, 1880) — от Непала до Китая
- Sitticus palpalis (F. O. P-Cambridge, 1901) — Мексика, Аргентина
- Sitticus penicillatus (Simon, 1875) — Палеарктика
  - Sitticus penicillatus adriaticus Kolosváry, 1938 — Балканы
- Sitticus penicilloides Wesolowska, 1981 — Северная Корея
- Sitticus peninsulanus (Banks, 1898) — Мексика
- Sitticus phaleratus Galiano & Baert, 1990 — Галапагосы
- Sitticus psammodes (Thorell, 1875) — Россия
- Sitticus pubescens (Fabricius, 1775) — Европа, Россия, США
- Sitticus pulchellus Logunov, 1992 — Казахстан, Кыргызстан
- Sitticus ranieri (Peckham & Peckham, 1909) — Голарктика
- Sitticus relictarius Logunov, 1998 — Россия, Грузия, Иран, Азербайджан
- Sitticus rivalis Simon, 1937 — Франция
- Sitticus rupicola (C. L. Koch, 1837) — Голарктика
- Sitticus saevus Dönitz & Strand, 1906 — Япония
- Sitticus saganus Dönitz & Strand, 1906 — Япония
- Sitticus saltator (O. P.-Cambridge, 1868) — Палеарктика
- Sitticus saxicola (C. L. Koch, 1846) — Палеарктика
- Sitticus sexsignatus (Franganillo, 1910) — Португалия
- Sitticus sinensis Schenkel, 1963 — Китай, Корея
- Sitticus strandi Kolosváry, 1934 — Венгрия
- Sitticus striatus Emerton, 1911 — США, Канада
- Sitticus taiwanensis Peng & Li, 2002 — Тайвань
- Sitticus talgarensis Logunov & Wesolowska, 1993 — Казахстан, Кыргызстан
- Sitticus tannuolana Logunov, 1991 — Россия
- Sitticus tenebricus Galiano & Baert, 1990 — Галапагосы
- Sitticus terebratus (Clerck, 1757) — Палеарктика
- Sitticus uber Galiano & Baert, 1990 — Галапагосы
- Sitticus uphami (Peckham & Peckham, 1903) — Южная Африка
- Sitticus walckenaeri Roewer, 1951 — Франция, Швеция
- Sitticus welchi Gertsch & Mulaik, 1936 — США
- Sitticus wuae Peng, Tso & Li, 2002 — Тайвань
- Sitticus zaisanicus Logunov, 1998 — Казахстан
- Sitticus zimmermanni (Simon, 1877) — от Европы до Центральной Азии